# Cal Bowdler
James Calloway « Cal » Bowdler II, né le 31 mars 1977 à Sharps (Virginie) aux États-Unis, est un ancien joueur américain de basket-ball. Il évolue au poste d'ailier fort.